# 裂距凤仙花
裂距凤仙花（学名：Impatiens fissicornis）为凤仙花科凤仙花属的植物，是中国的特有植物。分布在中国大陆的陕西、甘肃等地，生长于海拔1,200米至2,100米的地区，多生长在山谷林中以及阴湿处，目前尚未由人工引种栽培。